# Mardorf (Neustadt am Rübenberge)
Coordonate: 52° 29' 17" N, 9° 17' 21" O
Mardorf este o localitate aplasată pe malul lacului Steinhuder Meer și care aparține de orașul Neustadt am Rübenberge, Saxonia Inferioară, Germania.